# Trần Hoàng Thám
Trần Hoàng Thám (sinh 1953) là Ủy viên Ban Thường vụ Thành ủy Thành phố Hồ Chí Minh, Phó Trưởng đoàn Đại biểu Quốc hội Việt Nam khóa XII Thành phố Hồ Chí Minh, đại biểu Quốc hội Việt Nam khóa XII, thuộc đoàn đại biểu Thành phố Hồ Chí Minh.